# Nycteris parisii
Nycteris parisii — вид рукокрилих родини Nycteridae.

## Поширення
Країни проживання: Камерун, Ефіопія, Сомалі. Мешкає в річкових і прибережних лісах.

## Загрози та охорона
Загрози для цього виду не відомі. Поки не відомо, чи вид присутній у котрійсь із охоронних територій.